# Lopranshólmur
Lopranshólmur est un îlot des îles Féroé, appartenant à la commune de Lopra (en). Sa superficie est de 0,034 km2, ce qui en fait le septième plus grand îlot des Féroé.